# Christine de Hemptinne
Christine Eugénie Marie Ghislaine de Hemptinne (Gent, 1 december 1895 - aldaar, 7 februari 1984) speelde een centrale rol in de uitbouw van de Katholieke Actie voor vrouwen, zowel in België als op internationaal vlak.

## Jeugd en eerste engagementen
Als dochter van de katholieke edellieden graaf Alexandre de Hemptinne (1866-1955) en gravin Elsé de Kerchove de Denterghem (1873-1939) genoot Christine de Hemptinne aanvankelijk privéonderwijs. Zij zette haar studies verder aan de Ecole de Maintenon in Parijs. In de periode na het uitbreken van de Eerste Wereldoorlog hielp zij haar moeder bij de verzorging van gewonde soldaten. Nadien was zij actief in de organisatie Secours aux Prisonniers de Guerre, een door haar vader opgericht werk voor Oost- en West-Vlaamse krijgsgevangenen. 
Op zondagen gaf de Hemptinne, ook bekend als ‘juffrouw Christine’, in een aantal Gentse volkswijken (Bloemekenswijk, Brugse Poort, Heilig Kerst) catechese aan kinderen die verder geen godsdienstonderwijs genoten. Die lesactiviteiten leidden in 1923 tot de publicatie van een missaal voor kinderen, waarvoor zij samenwerkte met benedictijn Gaspar Lefébvre (1880-1966). In het kader van haar catecheselessen, onderhield de Hemptinne ook contacten met priester Edward Poppe (1890-1924). Gestimuleerd door de jezuïet Maurice Claeys-Boúúaert (1882-1956) legde zij in december 1918 private geloften af als lid van de Sociëteit van de Dochters van het Hart van Maria, een religieuze gemeenschap van vrouwen die meestal afzonderlijk woonden en in uiteenlopende milieus werkzaam waren.

## Promotor van de Katholieke Actie
In 1922 legde paus Pius XI (1857-1939) de basis voor de Katholieke Actie, dit is de georganiseerde deelname van leken aan het apostolaat van de katholieke kerk. Christine de Hemptinne zou een belangrijke rol spelen bij de uitbouw van deze beweging. Via studiekringen die zij in Gent opstartte wilde ze jonge vrouwen opleiden tot kaderleden voor de Katholieke Actie. In december 1923 benoemde Désiré-Joseph Mercier (1851-1926), kardinaal en aartsbisschop van Mechelen, haar tot voorzitster van de Association Catholique de la Jeunesse Belge Féminine (ACJBF). Vervolgens werd ze ook voorzitster van de Nederlandstalige tegenhanger: het Vrouwelijk Jeugdverbond voor Katholieke Actie (VJVKA), dat in 1930 autonoom werd. Tot midden jaren 1940 zou de Hemptinne aan het hoofd staan van deze koepelorganisaties van de Katholieke Actie voor jonge vrouwen in België.
De Hemptinne, die dankzij gouvernantes in haar kindertijd vlot Duits en Engels sprak, was ook internationaal bijzonder actief. In 1925 nam zij deel aan een congres van de Union Internationale des Ligues Féminines Catholiques (UILFC) in Rome. Haar ambitie om een internationale beweging voor jonge katholieke vrouwen op te zetten, leidde in 1926 tot de oprichting van de Fédération Internationale des Jeunesses Féminines Catholiques (FIJFC), een afdeling van de UILFC. De Hemptinne werd voorzitster van de nieuwe organisatie. Zij reisde de wereld rond om de Katholieke Actie te promoten. Daarbij trad ze in zekere zin op als gezant van de Heilige Stoel, waarmee ze goede contacten onderhield. Zo werd ze meermaals in privé-audiëntie ontvangen door de paus. In 1956 ruilde ‘juffrouw Christine’ het voorzitterschap van de FIJFC in voor het erevoorzitterschap. Ook vanuit die rol bleef ze veel internationale contacten onderhouden.

## Diverse activiteiten in België
Parallel met haar internationale activiteiten, bleef Christine de Hemptinne zich ook in België engageren. In 1939 volgde zij haar overleden moeder op als voorzitster van de inrichtende macht van het Onze-Lieve-Vrouwe-instituut, een Gentse beroepsschool. Ook zette ze zich in voor de door haar moeder opgerichte Speelpleinwerking Ten Berg in Merelbeke.
Tijdens de Tweede Wereldoorlog was de Hemptinne betrokken bij het Socrates-netwerk, een initiatief van de Belgische regering in ballingschap om onderduikers en werkweigeraars te ondersteunen. In diezelfde periode bleef zij zich inzetten voor het catecheseonderwijs en stond zij mee aan de wieg van het Katholiek Huishoudelijk Hulpbetoon, een dienst voor gezinsbijstand waaruit in 1948 de vzw Familiezorg ontstond. Op vraag van het Bisdom Gent richtte zij in 1943 het Katholiek Vormingscentrum voor Maatschappelijk Werk te Gent op, ook bekend als de Sociale Hogeschool.
In de naoorlogse periode zetelde de Hemptinne namens de Belgische bisschoppen in de Nationale Jeugdraad. Ook nam zij een leidende rol op in het Vrouwenverbond voor Katholieke Actie (VVKA), dat de voortzetting was van het al in 1914 door kardinaal Mercier opgerichte Verbond van Belgische Katholieke Vrouwen. Tijdens de Wereldtentoonstelling in Brussel in 1958 was zij verantwoordelijk voor het paviljoen gewijd aan de katholieke missies in Belgisch-Congo en Ruanda-Urundi.

## Overlijden
Christine de Hemptinne overleed op 7 februari 1984, na een lange ziekte. Zij werd begraven in het graf van haar ouders op de begraafplaats Campo Santo in Sint-Amandsberg.